# Jiří Polívka
Jiří Polívka (Enns, 6 marzo 1858 – Praga, 21 marzo 1933) è stato uno slavista ceco insegnante di filologia slava all'Università Carolina.

## Opere
- Intorno allo studio comparato delle tradizioni popolari, 1898
- Studî di favolistica, 1904
- Raccolta di favole slovacche, 1923-32